# Kopparberg
Kopparberg è una città della Svezia, capoluogo del comune di Ljusnarsberg, nella contea di Örebro. Ha una popolazione di 3.189 abitanti.